# Pygirhynchus subfoliatus
Pygirhynchus subfoliatus är en insektsart som beskrevs av Jean Guillaume Audinet Serville 1838. Pygirhynchus subfoliatus ingår i släktet Pygirhynchus och familjen Heteronemiidae. Inga underarter finns listade i Catalogue of Life.